# Командване за логистична поддръжка
Командване за логистична поддръжка/Logistic Support Command е структура в Българската армия на оперативно ниво, чиято мисия е да „осъществява логистична поддръжка на Българската армия в мирно време, на Въоръжените сили във военно време и поддръжка на силите на НАТО на територията на Република България“.
Създадено е на 1 септември 2021 г. съгласно Постановление № 183 от 7 май 2021 г. за приемане на План за развитие на въоръжените сили на Република България до 2026 г. Според плана към 2026 г. структурата трябва да е следната: Командване за логистична поддръжка; мобилни формирования за транспорт на товари и приемане, разполагане и последващо придвижване; бази за съхранение на материални ресурси; бази за ремонт на техника и контрол качеството на ГСМ и техническо имущество за ГСМ и Център за осигуряване.
За първи командир на Командването за логистична поддръжка (КЛП) е назначен бригаден генерал Тодор Тодоров.

## Командири на КЛП
- Бригаден генерал Тодор Тодоров (от 1 септември 2021 – 1 април 2025)
- Бригаден генерал Николай Кебапчиев (от 1 април 2025 г.)

## Заместник-командири на КЛП
- Полковник Людмил Тончев (от 1 септември 2021 г. до 18 май 2024 г.)
- Полковник Николай Кебапчиев (1 юли 2024 – 1 април 2025)

## Началници на щаба на КЛП
- Полковник Марин Великов Маринов (от 1 септември 2021 г. до 12 май 2022 г.)
- Полковник Николай Георгиев Кебапчиев (от 01 октомври 2022 г. до 30 юни 2024 г.)
- Полковник Николай Георгиев Николов (от 1 август 2024)

## Мисия и задачи
За изпълнение на задачите по логистичната поддръжка, произтичащи от мисиите на Въоръжените сили, Командването за логистична поддръжка, поддържа и развива следните способности:
- По мисия „Отбрана“ – за извършване на съвместната логистична поддръжка на развръщането на въоръжените сили и в хода на отбраната на страната; логистична поддръжка на националните формирования, определени за участие в колективни отбранителни действия извън територията на страната; оказване на военна помощ, като част от поддръжка като страна домакин на съюзнически сили и организации, които са разположени, действат или преминават през територията на страната.

- По мисия „Подкрепа на международния мир и сигурност“ – за осъществяване на логистичната поддръжка на национални формирования, предвидени за участие в мисии и операции на НАТО, ЕС, ООН, ОССЕ и други коалиционни формати.

- По мисия „Принос към националната сигурност в мирно време“ – за оказване на помощ на държавната и местна власт за реагиране при бедствия и кризи от невоенен характер; за оказване съдействие на органите на гранична полиция по охрана на държавната граница.